# 1937 Locarno
1937 Locarno eller 1973 YA är en asteroid i huvudbältet som upptäcktes den 19 december 1973 av den Schweiziska astronomen Paul Wild vid Observatorium Zimmerwald. Den har fått sitt namn efter den Schweiziska staden Locarno.
Asteroiden har en diameter på ungefär 12 kilometer.